# Concentrazioni soglia di contaminazione
Le concentrazioni soglia di contaminazione (CSC) rappresentano quei livelli di contaminazione delle matrici ambientali al di sopra dei quali è necessaria la caratterizzazione del sito e l'analisi di rischio sito specifica. Nel caso in cui il sito potenzialmente contaminato sia ubicato in una area interessata da fenomeni antropici o naturali che abbiano determinato il superamento di una o più concentrazioni soglia di contaminazione, queste ultime si assumono pari al valore di fondo esistente per tutti i parametri superati.